# Primula cernua
Primula cernua är en viveväxtart som beskrevs av Adrien René Franchet. Primula cernua ingår i släktet vivor, och familjen viveväxter. Inga underarter finns listade i Catalogue of Life.